# Ludwig Aschoff

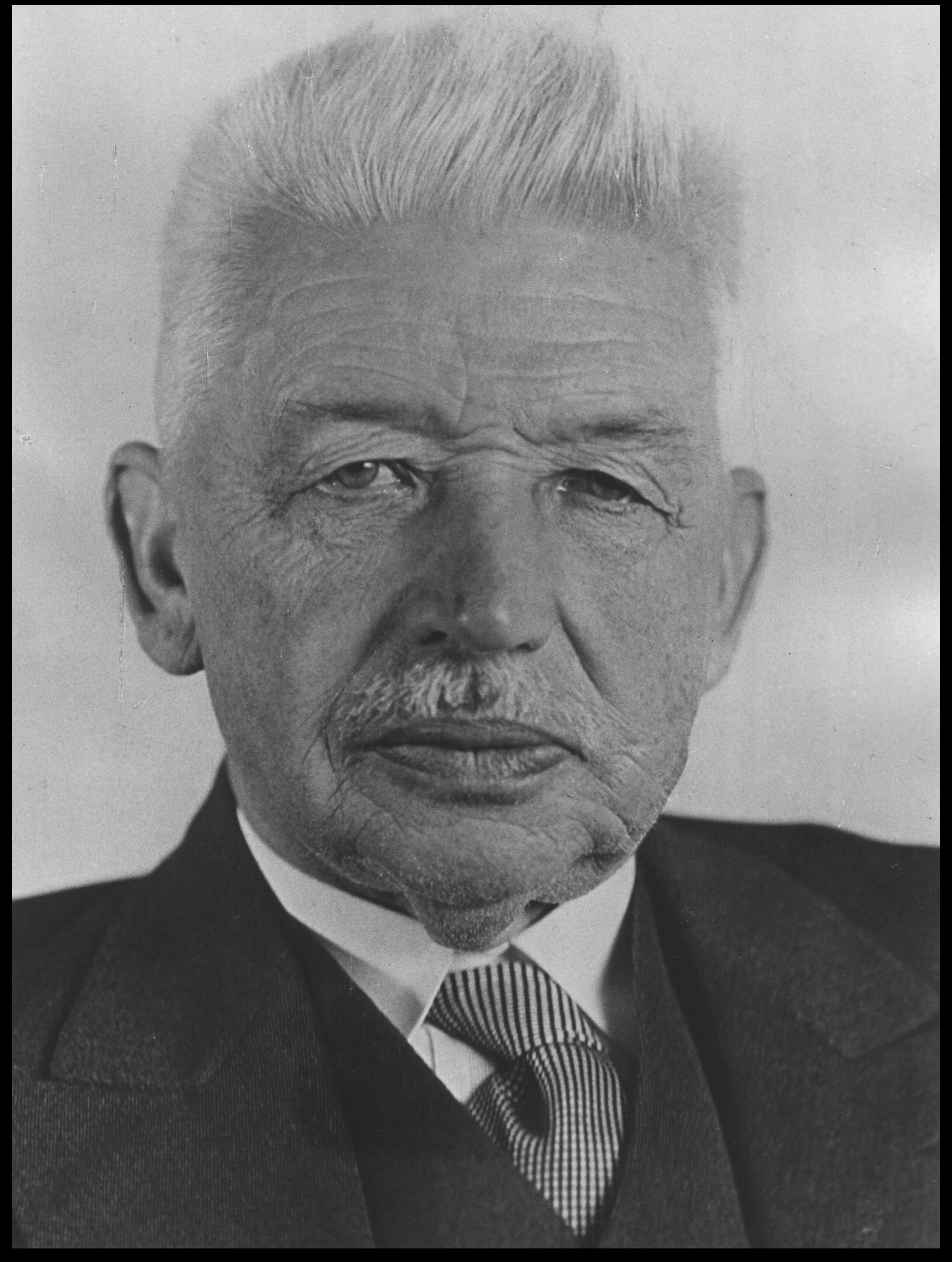
Ludwig Aschoff

Karl Albert Ludwig Aschoff (* 10. Januar 1866 in Berlin; † 24. Juni 1942 in Freiburg im Breisgau) war ein deutscher Pathologe und Medizinhistoriker.

## Familie
Die Eltern Ludwig Aschoffs waren der Geheime Sanitätsrat Friedrich Heinrich Ludwig Aschoff und dessen Frau Blanka Wilhelmine (Heinze). Ludwig war der älteste von drei Geschwistern und besuchte gemeinsam mit seinem Bruder das Askanische Gymnasium. Der Großvater väterlicherseits war Apotheker in Bielefeld.
Aschoff heiratete 1895 Clara Dieterichs. Aus der Ehe stammen drei Töchter (Anni, Heta und Eva) und zwei Söhne. Sein Sohn Volker Aschoff (1907–1996) war von 1952 bis 1975 Lehrstuhlinhaber für Elektrische Nachrichtentechnik und Rektor der RWTH Aachen. Sein Sohn Jürgen Aschoff (1913–1998) war Direktor am Max-Planck-Institut für Verhaltensphysiologie und einer der Begründer der Chronobiologie. Seine Tochter Eva Aschoff war Buchbinderin und Buchkünstlerin.

## Ausbildung und Beruf

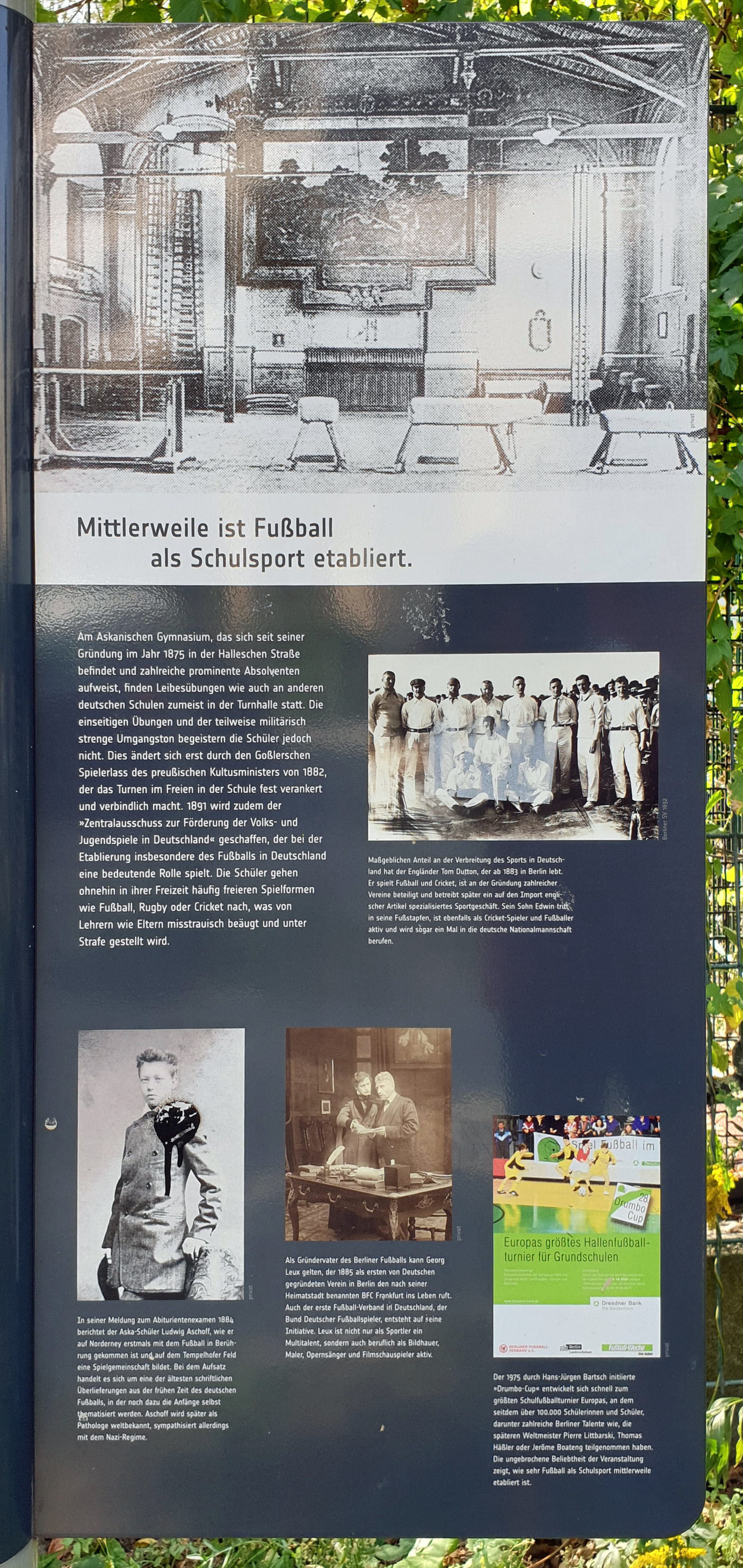
Gedenktafel am Haus, Hallesche Straße 24, in Berlin-Kreuzberg

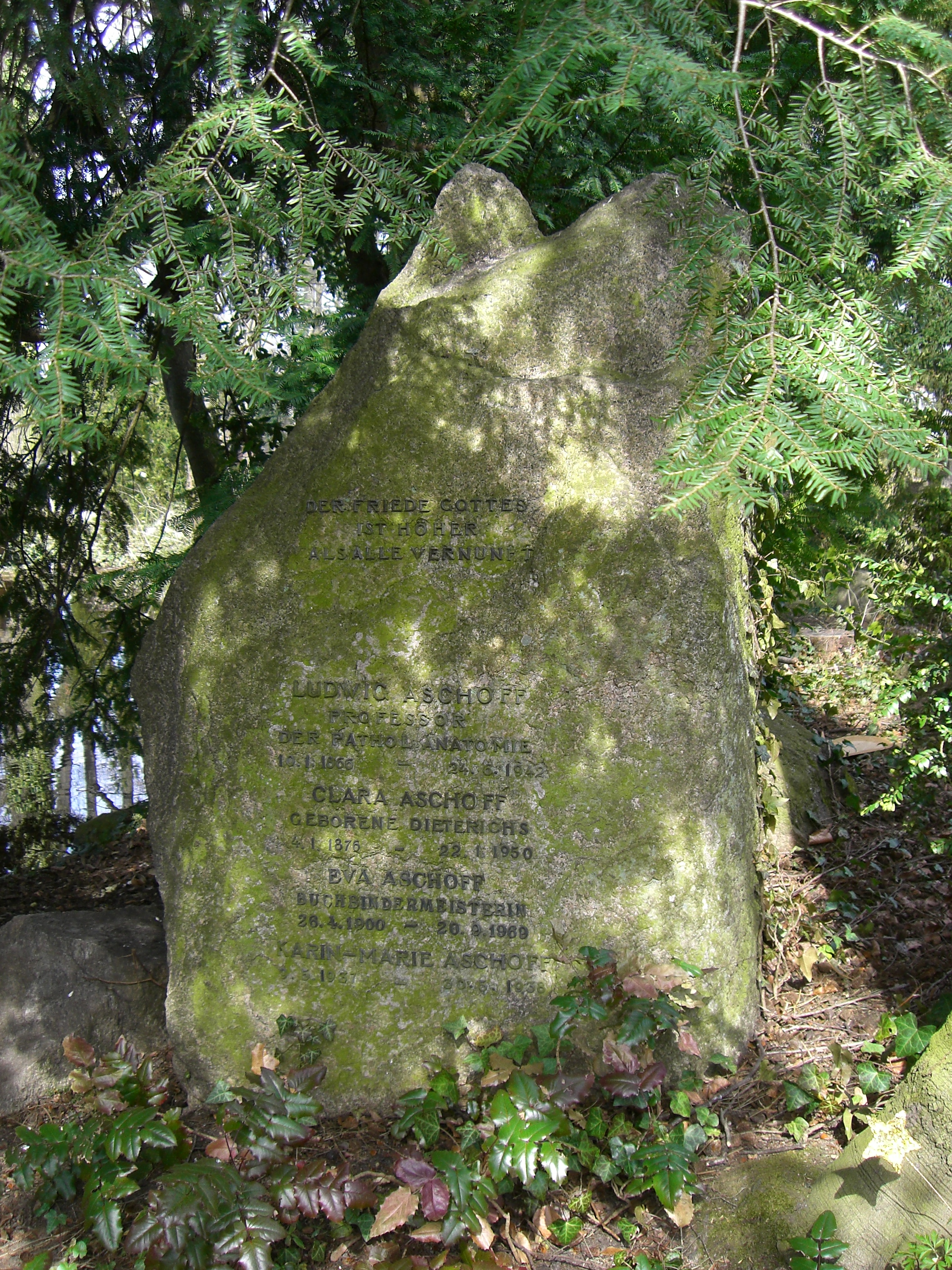
Grab Aschoffs auf dem Hauptfriedhof Freiburg im Breisgau

Aschoff studierte seit 1885 an der Medizinischen Fakultät der Universität Bonn, wo er seither der Burschenschaft Alemannia Bonn angehörte. Im Herbst 1887 ging er zum klinischen Studium an die Universität Straßburg, wo er vor allem die Vorlesungen Adolf Kussmauls an der dortigen Medizinischen Klinik schätzte und bei Friedrich von Recklinghausen pathologische Anatomie hörte. 1889 wechselte Aschoff an die Universität Würzburg und kehrte zum Wintersemester nach Bonn zurück, um dort im Dezember zu promovieren, im Januar 1890 legte er dann das medizinische Staatsexamen ab.
1891 erhielt Aschoff die von ihm erhoffte Assistentenstelle bei von Recklinghausen in Straßburg und blieb dort zweieinhalb Jahre. Im Oktober 1893 trat er als zweiter Assistent Johannes Orths in das Pathologische Institut Göttingen ein. Nach der Habilitation im Juni 1894 für allgemeine und pathologische Anatomie wurde er im September 1901 in Göttingen zum Professor für Pathologie ernannt. Studienreisen führten ihn im Winter 1901/02 zum Jenner-Institut nach London, zu den tropenmedizinischen Schulen in London und Liverpool sowie nach Paris an das Institut Pasteur. 1903 übernahm er den Lehrstuhl für Pathologische Anatomie an der Universität Marburg.
Im Frühjahr 1906 erhielt Aschoff einen Ruf an die Albert-Ludwigs-Universität Freiburg, wo er bis zu seiner Emeritierung 1936 blieb. Im gleichen Jahr folgte er der Einladung der British Medical Association durch William Osler, zu einem Vortrag nach Toronto zu kommen und besuchte erstmals die USA. 1913 machte er weitere Vortragsreisen in die USA, nach New York City und Buffalo. Seit 1910 gehörte er dem Vorstand der Deutschen Gesellschaft für Rassenhygiene an.
Während des Ersten Weltkriegs arbeitete Aschoff mit kurzen Unterbrechungen als Armeepathologe beim Feldsanitätschef und sammelte pathologisch-anatomische Erfahrungen bei kriegschirurgischen Sektionen. Kurzzeitig hielt er sich in Belgien, Polen und der Türkei auf. Von 1915 bis 1916 war er Rektor der Universität Freiburg.
Aschoff, der heute als renommiertester deutscher Pathologe der ersten Hälfte des 20. Jahrhunderts gilt, erhielt mehrfach Rufe an andere Universitäten, konnte sich jedoch nicht entschließen, Freiburg zu verlassen. Auf Einladung der Russischen Pathologischen Gesellschaft bereiste er im Herbst 1923 Russland, die Westküste der USA schloss sich an, ein erneuter Englandbesuch, 1926 Reisen nach Japan, Spanien, Ungarn und in den Kaukasus. 1926 wurde er zum Mitglied der Deutschen Akademie der Naturforscher Leopoldina gewählt. 1931 bis 1932 war er Vorsitzender der Gesellschaft Deutscher Naturforscher und Ärzte. Seit 1933 war er außerordentliches Mitglied der Heidelberger Akademie der Wissenschaften.
In der Zeit des Nationalsozialismus war er von 1936 bis 1940 Lehrbeauftragter für Geschichte der Medizin. Anlässlich seines 75. Geburtstages 1941 wurde er von der Freiburger Alma Mater zum Ehrenbürger der Universität ernannt. Ferner wurde er von Adolf Hitler mit der Goethe-Medaille für Kunst und Wissenschaft und dem Adlerschild des Deutschen Reiches ausgezeichnet.

## Leistung
Aschoff leistete nicht nur einen außerordentlichen Beitrag für die wissenschaftliche Medizin Deutschlands, sondern er trug auch zur Wiederherstellung der internationalen Anerkennung der deutschen Medizin nach dem Ersten Weltkrieg wie auch der internationalen wissenschaftlichen Kooperation wesentlich bei. Von Aschoff selbst stammen mehr als 400 eigene Arbeiten, über 1000 Veröffentlichungen seiner Schüler dürfen seiner Arbeitsleistung und Initiative zugerechnet werden.
Zu seinen Doktoranden gehörte unter anderem Georg Haas, der Begründer der Dialyse bei Menschen, mit der Arbeit Über die Gefäßversorgung des Reizleitungssystems (1911).

### Klinische Forschung
1904 entdeckte er die später nach ihm benannten rheumatischen Knötchen im Herzmuskel (Aschoff-Knötchen). Mit seinem Schüler Sunao Tawara beschrieb er 1906 in Das Reizleitungssystem des Säugetierherzens und in weiteren bis 1908 folgenden Studien den im von Wilhelm His junior beschriebenen Herzmuskelbündel befindlichen AV-Knoten (Aschoff-Tawara-Knoten) und hatte damit den Atrioventrikularknoten als sekundären Schrittmacher des Herzens nachgewiesen. Er führte grundlegende Untersuchungen über den Lipidstoffwechsel durch, die die Erkenntnisse über die Genese der Atherosklerose wesentlich erweiterten. Es folgten Arbeiten über die Funktion der Nebennierenrinde und über die Cholelithiasis, die ihn zum Begriff des Retikulo-Endothelialen Zellsystems (RES) führten, welchen er aufgrund seiner umfangreichen Literaturkenntnis schöpfen konnte. Er hob hierbei besonders die Beiträge seines Mitarbeiters K. Kiyono hervor, mit dem er 1913 seine ersten Befunde veröffentlicht hatte.
1914 begründete er eine bedeutende kriegspathologische Sammlung. Seine Untersuchungen Über den Engpaß des Magens (1918) führten zur Erforschung der Ursachen des Magengeschwürs. Aschoff arbeitete über Gasbrandinfektionen, Wundstarrkrampf (Vorschlag einer prophylaktischen Tetanusimpfung), über Thrombose (1912), die Eileiterschwangerschaft, das Kropfproblem und die Pathogenese der Lungenschwindsucht (1925).
1908 hatte er bereits die Ätiologie und den Verlauf der Appendizitis dargestellt. Er gab 1908 das Lehrbuch Pathologische Anatomie heraus und arbeitete die Definition von Begriffen wie Entzündung, Gesundheit und Krankheit heraus. Aschoffs wissenschaftlicher Ansatz ging von morphologischen Befunden aus und erweiterte sich auf eine funktionelle Betrachtungsweise, die auch den Bedürfnissen des praktischen Klinikers gerecht werden sollte.

### Medizingeschichte
Er vertrat auch die Pflege des historischen Bewusstseins in der praktischen Medizin. Die Übersichtstabellen zur Geschichte der Medizin wurden erstmals 1898 vorgelegt. Darüber hinaus beschäftigte er sich mit der Entdeckungsgeschichte des Blutkreislaufs (1938), der Geschichte der Syphilis und Rudolf Virchows Wissenschaft und Weltgeltung (1940). Aschoff bestand nachdrücklich darauf, „dass das sorgfältige Studium der Medizingeschichte und der erfolgreiche Einsatz dieser Disziplin die Möglichkeit für einen vorurteilsfreien Zugang – über die Fakultät selbst hinaus – zu allen Fragen, die die Lehre, Diagnostik und Therapie betreffen, bietet.“ Nach dem Weggang Paul Diepgens leitete Aschoff selbst eine kurze Zeit lang das Institut für die Geschichte der Medizin in Freiburg.

### Politik
Aschoff stand dem Nationalsozialismus positiv gegenüber: „Ich habe inzwischen über den neuen Staat nachgedacht. Wir alle müssen ihn stützen und fördern. Er ist der letzte Hort vor dem Bolschewismus. Und es geht um unser Volk, nicht aber um die Intellektuellen“ (in einem Brief vom 26. April 1933). Auch seine Abschiedsrede anlässlich der Emeritierung 1936 macht den Einfluss nationaler Gesinnung auf die deutsche Wissenschaft deutlich.

### Diverses
Insbesondere erwiesen sich die Kontakte nach Japan als sehr fruchtbar: Im frühen 20. Jahrhundert waren zeitweise 23 von 26 Lehrstühlen an japanischen pathologischen Instituten mit Schülern Aschoffs besetzt.
Auf seinen Reisen agierte er als leidenschaftlicher Fotograf, der noch mit Plattenkameras großformatige Schwarzweißbilder produzierte.
Ludwig Aschoff war Gründungsmitglied der Freiburger Medizinischen Gesellschaft.

## Würdigungen

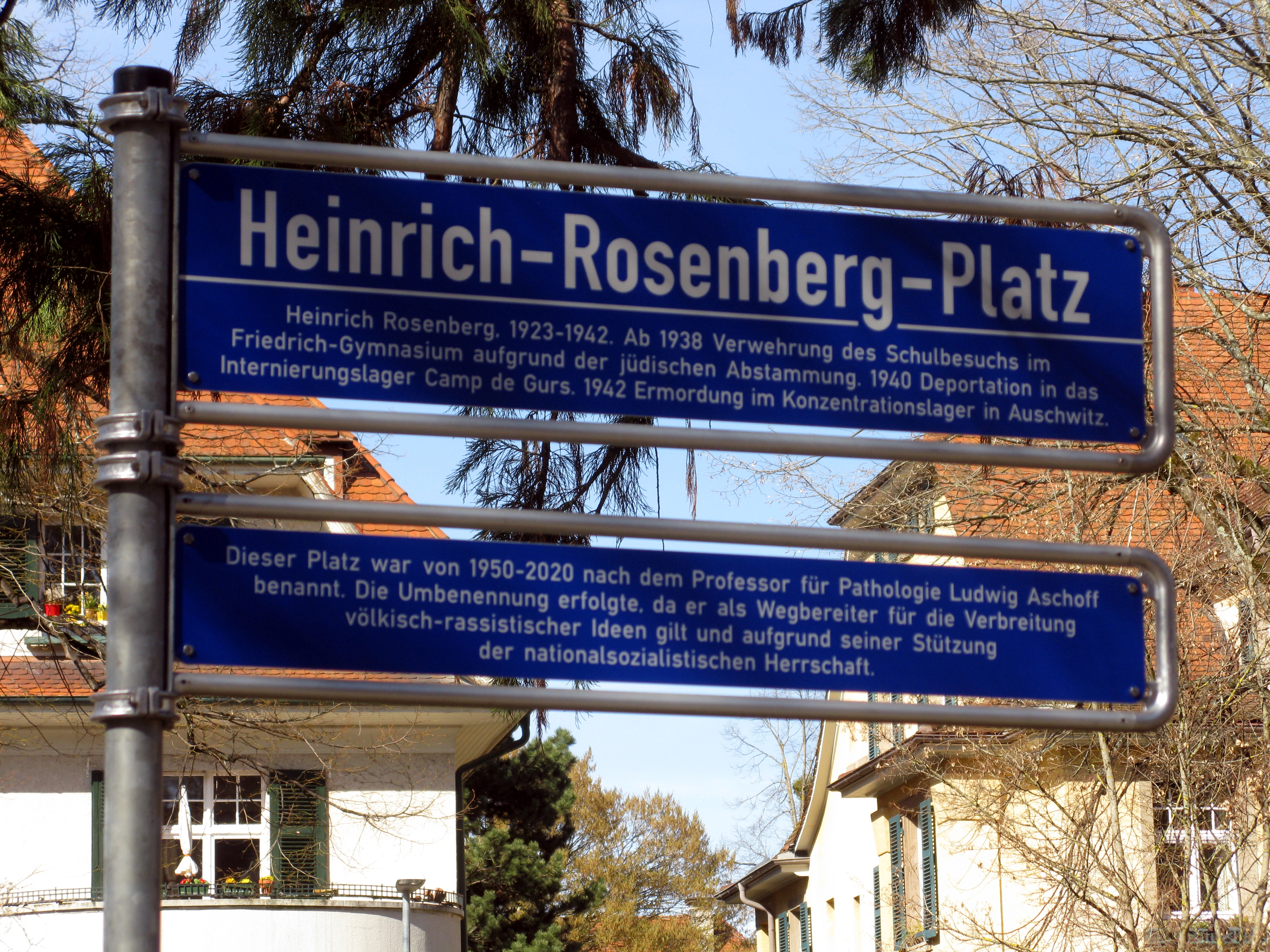
Heinrich-Rosenberg-Platz in Freiburg-Herdern, bis 2020 Ludwig-Aschoff-Platz

- Das Herzzentrum Marburg der Philipps-Universität Marburg verleiht seit 2004 die Ludwig Aschoff-Medaille für Medizin: Einseitige Bronzeplakette ohne Jahr, 90 × 61 mm. Medailleur: Alexander Kraumann (1870–1956). Vorderseite: Büste mit Kleideransatz nach r., darunter drei Zeilen Text: LUDWIG / ASCHOFF / FREIBURG i. B. 1906–1936, unten rechts Künstlersignatur: KRAUMANN
- An der Freiburger Universität wird zum jährlichen Todestag von Ludwig Aschoff von der Freiburger Medizinischen Gesellschaft die Aschoff-Vorlesung von einem renommierten Wissenschaftler abgehalten.
- In Freiburg im Breisgau war der Platz, an dem Ludwig Aschoff wohnte, nach ihm benannt (Ludwig-Aschoff-Platz). Ende 2016 empfahl eine „Kommission zur Überprüfung der Freiburger Straßennamen“ unter dem Vorsitz des Historikers Bernd Martin[6] eine Umbenennung,[7] da Aschoff als „Wegbereiter für die Verbreitung völkisch-rassistischer Ideen“ anzusehen sei.[8] Der Stadtrat votierte im Jahr 2016 grundsätzlich für eine Umbenennung des Platzes,[9] der 2020 schließlich in Heinrich-Rosenberg-Platz umbenannt wurde.[8][10]
- In Köln ist eine Straße nach ihm benannt (Ludwig-Aschoff-Straße).

## Eponyme
- Aschoff-Tawara-Knoten, Atrioventrikularknoten
- Aschoff-(Geipel-)Knötchen, beweisendes pathologisch-anatomisches Substrat der rheumatischen Erkrankung. Eine erste Darstellung dieses Befundes legte Aschoff 1904 vor. Die Knötchen treten in drei Stadien auf.
- Aschoff-Puhl-Reinfekt, Begriff der pathologisch-anatomischen (-immunologischen) Tuberkuloselehre. Ein durch erneute exogene Reinfektion hervorgerufener sekundärer tuberkulöser Infektionsherd ist durch vorangegangene Primärinfektion und die damit assoziierten Reaktionen des Immunsystems geweblich anders gestaltet.
- Aschoff-Rokitansky-Sinus, Schlauchförmige, bis in die Muskelschicht reichende Einsenkungen des Schleimhautepithels der Gallenblase.

## Schriften (Auswahl)
- mit Georg Heinze und Alexander Pflüger: Geschichte der Bonner Burschenschaft (1818–1833): Festgabe zur Feier des 50jährigen Stiftungsfestes der Burschenschaft Alemannia zu Bonn und des 75jährigen Bestehens der Bonner Burschenschaft. Berlin 1894.
- Ehrlichs Seitenkettentheorie und ihre Anwendung auf die künstlichen Immunisierungsprozesse. Fischer, Jena 1902.
- Bericht über die Untersuchungen des Herrn Dr. Tawara, die „Brückenfasern“ betreffend, und Demonstration der zugehörigen mikroskopischen Präparate. In: Münchn Med Wochenschr. Band 52, 1905, S. 1904.
- Zur Myokarditisfrage. In: Verh Dtsch Pathol Ges. Band 8, 1904, S. 46.
- mit S. Tawara: Die heutige Lehre von den pathologisch-anatomischen Grundlagen der Herzschwäche. Jena 1906.
- Pathologische Anatomie. 1908.
- mit K. Kiyono: Zur Frage der großen Mononucleären. In: Folia Haem Band 1913, S. 385–390.
- Das Reticuloendotheliale System. In: Erg Inn Med Kinderheilk. Band 26, 1924, S. 1–117.
- Medizin und Mission im Fernen Osten- Berlin 1926.
- Kurze Übersichtstabelle zur Geschichte der Medizin. [Entstanden 1896 als Manuskript, veröffentlicht als Anhang in Ernst Schwalbe: Vorlesungen über Geschichte der Medizin. Jena 1909; in vermehrter Form in der 3. Auflage. Jena 1920]; 3., völlig umgearbeitete Auflage mit Paul Diepgen. J. F. Bergmann, München 1936[11] [und 1940]; 7., neubearbeitete Auflage von Paul Diepgen und Heinz Goerke. Springer-Verlag, Berlin/Göttingen/Heidelberg 1960.
- Rudolf Virchow. Wissenschaft und Weltgeltung. Hoffmann und Campe Verlag, Hamburg 1940.
- als Hrsg. mit anderen: Reihe Veröffentlichungen aus der Konstitution- und Wehrpathologie. Gustav Fischer, Jena